# 마리냐그란드

마리냐그란드의 위치

마리냐그란드(포르투갈어: Marinha Grande)는 포르투갈 레이리아 현에 위치한 도시로 면적은 187.25km2, 인구는 38,681명(2011년 기준), 인구 밀도는 210명/km2이다.
포르투갈에서 규모가 큰 유리 제조 공장이 들어서 있다. 고속도로와 철도 노선을 통해 레이리아에서 10분, 코임브라에서 45분, 리스본에서 1시간 15분이면 도착할 수 있다.

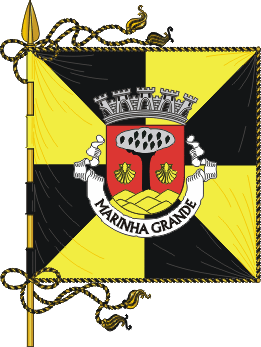
시기
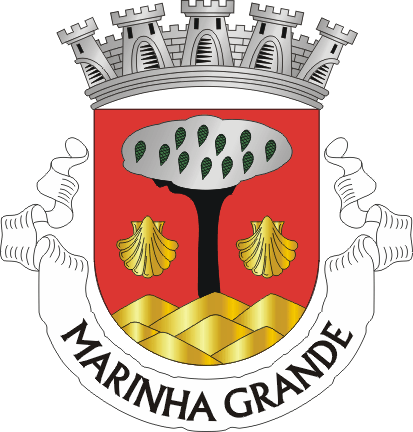
시 문장